# Jacob Poppen

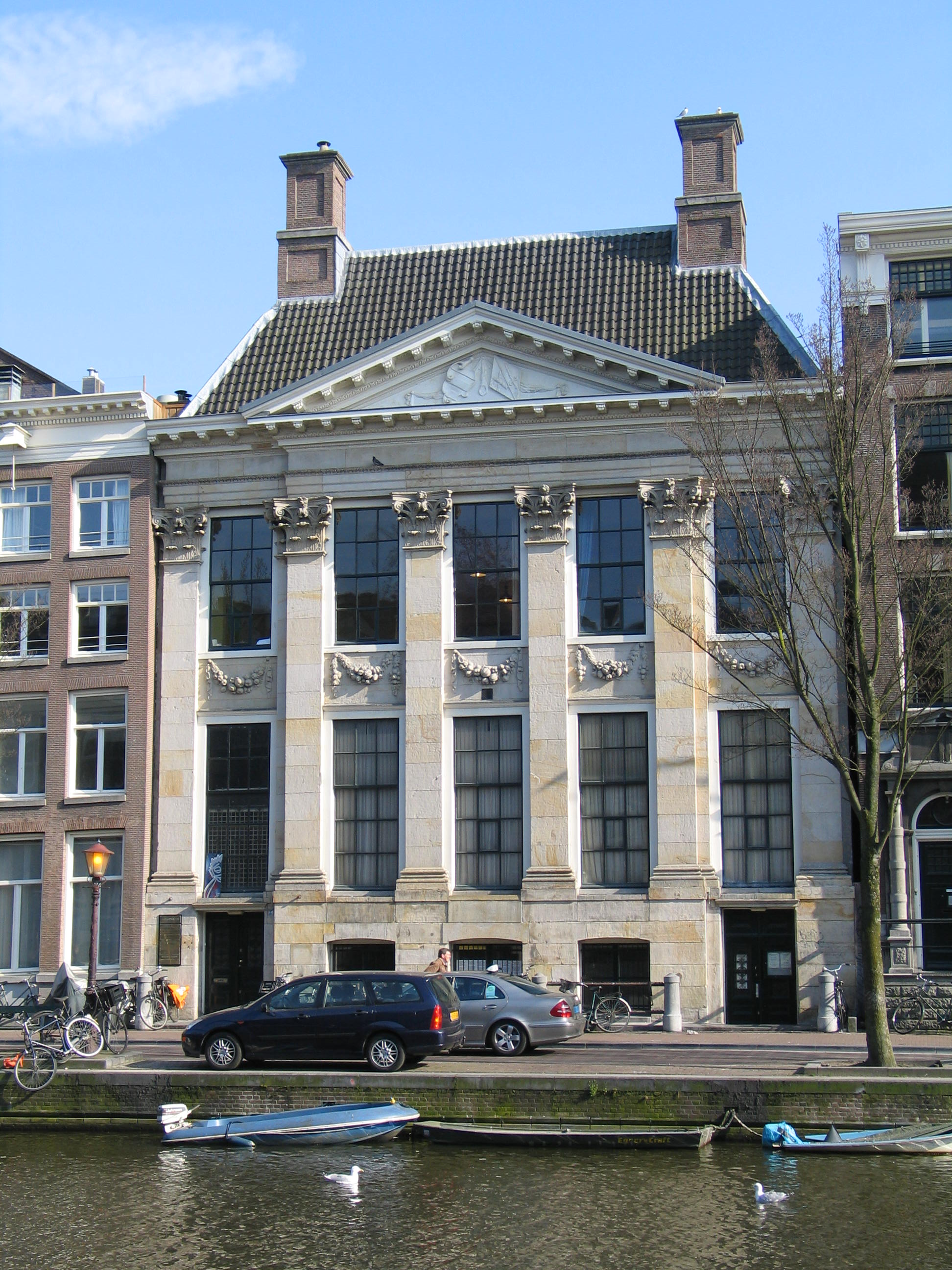
Het Poppenhuis; in 1642 ontworpen door Philip Vingboons

Jacob Poppen, Jansz. (Amsterdam, 1576 - aldaar, 1624) was een schatrijke Nederlandse koopman die opgroeide in de Gulden Steur op de Amsterdamse Zeedijk. Poppen stak meer dan de helft van zijn vermogen in het droogleggen van de Beemster. Hij bleek in 1624 de meest vermogende man van Amsterdam te zijn. Poppen was driemaal burgemeester van Amsterdam.

## Jan Poppen
Zijn vader, Jan Poppen (1545-1616), was een bezitloze immigrant uit Holstein, die een goed huwelijk sloot. Hij was een van de investeerders en de Compagnie van Verre, maar handelde ook op Archangelsk. Als een van de grootste inleggers werd hij benoemd als bewindhebber van de VOC. Jan Poppen kocht in 1593 diverse percelen aan de Kloveniersburgwal, waar hij vervolgens ook zou gaan wonen.

## Jacob Poppen
Zijn zoon Jacob Poppen, trouwde in 1603 met Liefgen (Levina) Wuytier en werd daardoor de zwager van Jan Cornelisz. Geelvinck. Samen dreven zij een compagnie op Guinee, maar waagden zich ook aan kaperij als Spaanse of Portugese schepen in de nabijheid kwamen. 
Hij werd als zoon van invloedrijk immigrant tot lid van de vroedschap opgenomen, evenals Jacob J. Hinlopen. Hij was schepen vanaf (1607), maar in 1618 leek het afgelopen, toen een grote groep raadslieden werd ontslagen door stadhouder Maurits. Hij was commissaris van de Stadsbank van Lening (Amsterdam) en weesmeester in 1620. In 1621 werd hij tot Raad bij de Admiraliteit van Amsterdam gekozen, maar hij beëindigde deze functie toen hij burgemeester van Amsterdam werd. 
Poppen was luitenant in de schutterij, heemraad van de Nieuwer-Amstel en hoofdingeland van de Beemster. Toen hij stierf, nog geen vijftig jaar oud, waren Elisabeth en Jan pas 9 en 7 jaar oud. Ze erfden mogelijk 920.000 gulden.

## Joan Poppen
Het zogenaamde Poppenhuis aan de oostzijde van de Kloveniersburgwal op nummer 95, werd in 1642 in opdracht van Joan Poppen door Philips Vingboons gebouwd. Joan Poppen was van belangrijke politieke functies buitengesloten omdat hij zich tot het rooms-katholicisme had bekeerd. Het huis bezat een privékapel. 
Joan Poppen bezat een landhuis aan de Vecht en dronk mogelijk veel wijn, net als zijn zwager. Hij trok dagelijks van hofstede Over-Holland naar Amsterdam, met iedere dag een ander span paarden voor de koets: op maandag zwarte paarden, op dinsdag bruine paarden, op woensdag appelschimmels, op donderdag vossen en op vrijdag blessen.
Het geslacht Poppen stierf in 1699 uit. Het pand op de Kloveniersburgwal kwam in handen van de familie Cromhout en werd in 1722 gehuurd door Hendrik Gravé. 